# Tori Welles
Pour les articles homonymes, voir Welles.
Tori Welles, née le 17 juin 1967 à Vallée de San Fernando, Californie, est une actrice pornographique américaine.

## Biographie
Tori Welles quitte l'école secondaire pour devenir stripteaseuse mais plus tard elle étudiera par correspondance.
Elle commence à jouer dans des films x comme "Offering" dans les années 80 et s'arrête au milieu des années 90. En 1989 elle joue dans "The Chameleon" (La Femme caméléon) qui a reçu deux XRCO Awards.
Elle a été mariée avec le réalisateur Paul Norman entre 1990 et 1994 et ils ont eu deux enfants.
En 1997 son ex mari Norman sort une vidéo sur leur intimité, "The Private Diary of Tori Welles", qui est diffusée après leur divorce. Tori Welles en conçoit une grande colère mais ne peut empêcher la sortie du film.
Elle fait partie du AVN Hall of Fame et du XRCO Hall of Fame.

## Récompenses
- 1990 AVN Award for Best New Starlet
- 1991 Fans of X-Rated Entertainment (Female Fan Favorite)
- AVN Hall of Fame
- XRCO Hall of Fame
- Legends of Erotica Class of 2002[3]

## Filmographie sélective
- The Return of Tori Welles (1998)
- Andrew Blake's Girls (1992)
- Shaved and Dangerous (1992)
- Wet Sex 1 & 3 (1992)
- Maneaters (1991)
- The Scarlet Mistress (1990)
- A Taste of Tami (1990)
- A Taste of Victoria (1990)
- Tori Tori Tori Boy/Girl Hits (1990)
- Tori Welles X-posed (1990)
- Torrid Without a Cause 2 (1990)
- The Violation of Tori Welles (1990)
- Vogue (1990)
- Bad Wives (1989)
- Busted (1989)
- Butt's Motel 2 (1989)
- The Chameleon (1989), (La Femme caméléon)
- Coming of Age (1989)
- Double Take (1989)
- Girl Crazy (1989)
- Head Lock (1989)
- The Invisible Girl (1989)
- Late Night for Lovers (1989)
- Live In, Love In (1989)
- Mystic Pieces (1989)
- Night Trips (1989)
- One Wife to Give (1989)
- The Scarlet Bride (1989)
- Sextectives (1989)
- Showstoppers 3 (1989)
- Sleeping Beauty Aroused (1989)
- Splash Shots (1989)
- Swedish Erotica Featurettes 1 , 2 , 3 (1989)
- Taste of Tori Welles (1989)
- Temptations (1989)
- Too Hot to Stop (1989)
- Torrid (1989)
- Torrid House (1989)
- Torrid Without a Cause (1989)
- Trouble (1989)
- True Confessions of Tori Welles (1989)
- Twentysomething 3 (1989) (V)
- Westside Tori (1989)
- Where the Boys Aren't (1989)
- Foolish Pleasures (1988)
- The Offering (1988)